# 兒玉氏耳蕨
兒玉氏耳蕨（学名：Polystichum tacticopterum）为鱗毛蕨科耳蕨屬下的一个种。

## 扩展阅读
- 維基物種上的相關：兒玉氏耳蕨